# Регіональна гідрогеологія
Регіональна гідрогеологія (геогідрогеологія — географічна гідрогеологія) — розділ науки про підземні води (гідрогеології), предмет досліджень якого – підземні води та гідрогеологічні умови окремих районів, регіонів (як, зокрема, країн, так і всієї Землі в цілому).
| Геологія | Це незавершена стаття з геології. Ви можете допомогти проєкту, виправивши або дописавши її. |

| Гідрологія | Це незавершена стаття з гідрології. Ви можете допомогти проєкту, виправивши або дописавши її. |